# Macaria banksianae
Macaria banksianae es una polilla perteneciente a la familia Geometridae, descrite en 1974. Desde entonces, su taxonomía ha sido dudosa. Suele ser puesta como sinonimia de Macaria signaria. Se encuentra distribuida en América del Norte. Es una polilla pequeña, con una envergadura de unos 23 milímetros (0,9 plg). La larva se alimenta de Pinus banksiana.